# Oenoe ocymorpha
Oenoe ocymorpha är en fjärilsart som beskrevs av Edward Meyrick 1893. Oenoe ocymorpha ingår i släktet Oenoe och familjen äkta malar. Inga underarter finns listade i Catalogue of Life.